# Josep Segarra i Colom
Mossèn Josep Segarra i Colom (Verdú, batejat 20 de gener de 1655 - Verdú, 31 d'octubre de 1730) fou un prevere i músic català. Fou el quart de nou germans, tots fills de Sebastià Segarra i de Joana Colom. És molt probable que de petit, Josep Segarra i Colom hagués format part de la capella musical verdunina; si això hagués estat així, Josep Segarra hauria après de música sota el mestratge musical de mossèn Joan Prim, un dels autors més prolífics del fons verduní. Tenint en compte aquest possible fet i, atenent-nos a la data de naixement de mossèn Segarra Colom, hauria pogut formar part de la capella musical entre els anys 1663 i 1670. De fet, de la vida i obra d'aquest sacerdot verduní, tot i haver format part de la comunitat de preveres de l'església verdunina, en coneixem ben poques dades, ja que sembla ser, veient la informació de què consta l'arxiu parroquial, que no fou un dels preveres que destacaren per les seves activitats professionals a l'església parroquial de Santa Maria de Verdú. Sabem però que el 15 de març de 1672, quan comptava disset anys, Josep Segarra i Colom era clergue estudiant, tal com queda reflectit en un document de l'arxiu parroquial verduní.
Desconeixem les tasques pròpies que mossèn Josep Segarra va tenir dins l'església verdunina, el que sí sembla factible és que bé deuria cantar o, al menys, col·laborar amb la capella musical de l'església a l'hora de les celebracions religioses, si no, de què li vindria aquesta afecció per la col·lecció i copia d'obres musicals. Tot i que no se li coneix la tasca de mestre de capella ni d'organista, sí que se sap però, que l'any 1698 exercia el càrrec de prevere preceptor -encarregat de l'educació dels infants-. Aquest és un fet interessant, ja que ens situa mossèn Josep Segarra com a educador dels nois. Ara bé, de quins nois es tracta? Dels escolans, cantors o "sisets"? O bé, dels nens que rebien educació de "gramàtica"? Encara que, en aquest cas, se solia anomenar "mestre de gramàtica" i no preceptor.
El fet que mossèn Segarra hagués copiat pràcticament la totalitat de les obres conservades podria conduir a creure que en alguna ocasió hauria estat organista i/o mestre de capella de l'església verdunina. En aquest sentit, de moment, no s'ha trobat cap dada que asseveri aquest fet, ans al contrari, en els llibres de la comunitat parroquial queda ben reflectit quins eren els organistes en aquella època.